# Nassourdine Imavov
Nassourdine Abdoulazimovitch Imavov (Chasavjurt, 1º marzo 1995) è un artista marziale misto francese di origini russe.

## Biografia
Imavov nasce da una famiglia di origini cumucche a Chasavjurt, nella repubblica del Daghestan, in Russia. All'età di nove anni, si trasferisce con la famiglia a Salon-de-Provence, in Francia, dove si appassiona al pugilato e alla savate. Quando scopre le arti marziali miste, si trasferisce a Parigi col fratello, iniziando ad allenarsi alla palestra MMA Factory gestita dall'ex artista marziale misto Fernand Lopez.

## Carriera nelle arti marziali miste

### Gli inizi (2016-2019)
Il debutto professionale di Imavov avviene nel 2016 e nel corso di 3 anni, accumula un record di 8 vittorie e 2 sconfitte, vincendo il titolo dei pesi welter della Thunderstrike Fight League e sconfiggendo l'ex peso welter della UFC, Jonathan Meunier al primo round.

### UFC (2020-presente)
Esordisce nella federazione statunitense nell'ottobre del 2020 contro Jordan Williams. 
Il 1º febbraio 2025 affronta l'ex campione dei pesi medi Israel Adesanya all'evento UFC Fight Night 250, sconfiggendo il nigeriano al secondo round, per ko tecnico.

## Risultati nelle arti marziali miste
| Risultato  | Record   | Avversario           | Metodo                                        | Evento                                   | Data              | Round | Tempo | Città                     | Note |
| ---------- | -------- | -------------------- | --------------------------------------------- | ---------------------------------------- | ----------------- | ----- | ----- | ------------------------- | --- |
| Vittoria   | 16-4 (1) | Israel Adesanya      | KO tecnico (pugni)                            | UFC Fight Night: Adesanya vs. Imavov     | 1 febbraio 2025   | 2     | 0:30  | Riad, Arabia Saudita      | Performance of the Night                                                                                           |
| Vittoria   | 15-4 (1) | Brendan Allen        | Decisione (unanime)                           | UFC Fight Night: Moicano vs. Saint Denis | 28 settembre 2024 | 3     | 5:00  | Parigi, Francia           | |
| Vittoria   | 14-4 (1) | Jared Cannonier      | KO tecnico (pugni)                            | UFC on ESPN: Cannonier vs. Imavov        | 8 giugno 2024     | 4     | 1:34  | Louisville, Stati Uniti   | |
| Vittoria   | 13-4 (1) | Roman Dolidze        | Decisione (maggioranza)                       | UFC Fight Night: Dolidze vs. Imavov      | 3 febbraio 2024   | 5     | 5:00  | Las Vegas, Stati Uniti    | Ad Imavov sono stati tolti dei punti a causa di un calcio illegale                                                 |
| No Contest | 12-4 (1) | Chris Curtis         | No Contest (sbattimento di teste accidentale) | UFC 289                                  | 10 giugno 2023    | 2     | 3:04  | Vancouver, Canada         | Ritorno nei pesi medi. Uno sbattimento di teste accidentale ha reso Curtis impossibilitato a continuare l'incontro |
| Sconfitta  | 12-4     | Sean Strickland      | Decisione (unanime)                           | UFC Fight Night: Strickland vs. Imavov   | 14 gennaio 2023   | 5     | 5:00  | Las Vegas, Stati Uniti    | Debutto nei pesi mediomassimi                                                                                      |
| Vittoria   | 12-3     | Joaquin Buckley      | Decisione (unanime)                           | UFC Fight Night: Gane vs. Tuivasa        | 3 settembre 2022  | 3     | 5:00  | Parigi, Francia           | |
| Vittoria   | 11-3     | Edmen Shahbazyan     | KO tecnico (gomitate)                         | UFC 268                                  | 6 novembre 2021   | 2     | 4:42  | New York, Stati Uniti     | |
| Vittoria   | 10-3     | Ian Heinisch         | KO tecnico (ginocchiata e pugni)              | UFC on ESPN: Sandhagen vs. Dillashaw     | 24 luglio 2021    | 2     | 3:09  | Las Vegas, Stati Uniti    | |
| Sconfitta  | 9-3      | Phil Hawes           | Decisione (maggioranza)                       | UFC Fight Night: Blaydes vs. Lewis       | 20 febbraio 2021  | 3     | 5:00  | Las Vegas, Stati Uniti    | |
| Vittoria   | 9-2      | Jordan Williams      | Decisione (unanime)                           | UFC on ESPN: Holm vs. Aldana             | 4 ottobre 2020    | 3     | 5:00  | Las Vegas, Stati Uniti    | Ritorno nei pesi medi. Debutto in UFC                                                                              |
| Vittoria   | 8-2      | Jonathan Meunier     | KO tecnico (pugni)                            | Ares FC 1                                | 14 dicembre 2019  | 1     | 4:27  | Dakar, Senegal            | Incontro catchweight (176 libbre)                                                                                  |
| Vittoria   | 7-2      | Mateusz Głuch        | Sottomissione (kimura)                        | Thunderstrike Fight League 18            | 28 settembre 2019 | 1     | N/A   | Kozienice, Polonia        | Vince il titolo dei pesi welter TFL                                                                                |
| Vittoria   | 6-2      | Francesco Demontis   | Sottomissione (rear-naked choke)              | Devil's Cage: La Gabbia del Diavolo      | 26 luglio 2019    | 1     | 2:26  | Quartu Sant'Elena, Italia | Debutto nei pesi medi                                                                                              |
| Vittoria   | 5-2      | Gregor Weibel        | Decisione (unanime)                           | City Cage MMA 1                          | 17 maggio 2019    | 3     | 5:00  | Lucerna, Svizzera         | |
| Vittoria   | 4-2      | Gary Formosa         | KO tecnico (pugni)                            | Centurion FC 2                           | 4 novembre 2017   | 1     | 2:02  | Paola, Malta              | |
| Sconfitta  | 3-2      | Michał Michalski     | Decisione (unanime)                           | Fight Exclusive Night 19                 | 14 ottobre 2017   | 3     | 5:00  | Breslavia, Polonia        | Fight of the Night                                                                                                 |
| Vittoria   | 3-1      | Paul Lawrence        | KO tecnico (pugni)                            | Centurion FC 1                           | 13 maggio 2017    | 1     | 2:43  | Paola, Malta              | |
| Vittoria   | 2-1      | Yanis Cheufre        | Sottomissione (brabo choke)                   | Fight Night One 4                        | 8 aprile 2016     | 1     | 2:32  | Saint-Étienne, Francia    | |
| Vittoria   | 1-1      | Said Magomed Tachaev | Sottomissione (rear-naked choke)              | Gladiator Fighting Arena 3               | 5 marzo 2016      | 1     | 3:20  | Nîmes, Francia            | |
| Sconfitta  | 0-1      | Ayadi Majdeddine     | Sottomissione (ghigliottina)                  | 100% Fight 27                            | 4 febbraio 2016   | 1     | 4:49  | Parigi, Francia           | Debutto nei pesi welter                                                                                            |